# Université Péléforo-Gbon-Coulibaly
L'université Péléforo-Gon Coulibaly (UPGC) est une université publique située dans la ville de Korhogo au Nord de la Côte d'Ivoire à plus de 500 km d'Abidjan.

## Historique
Créée par le décret n° 2012-985 du 10 octobre 2012, elle est issue de la mutation de l'ex unité régionale de l'enseignement supérieur (URES) de Korhogo rattachée à l'université de Bouaké au centre de la Côte d'Ivoire créée par le décret n° 96-614 du 9 août 1996. Elle s'est inscrite, dès son ouverture, dans le système LMD (licence-master-doctorat).
L'université porte le nom de Péléforo Gbon Coulibaly, un ancien chef coutumier de la région de Korhogo, qui était proche du président ivoirien Félix Houphouët-Boigny,.

## Missions
Sa mission principale est d’assurer la formation de cadres spécialistes du développement local, rural, communautaire.
Dans ce cadre, l’université Péléforo-Gon Coulibaly peut être amenée à réaliser la formation :
- au tronc commun de la santé ;

- dans la filière de la didactique en sciences de la vie et de la terre, en sciences physiques et mathématiques ;
- dans les filières agro-forestière et agro-alimentaires ;
- dans les sciences de la gestion, notamment droit et économie [8].

## Organisation
L’université Péléforo-Gon Coulibaly est dotée des organes suivants :
- une présidence ;
- un secrétariat général ;
- une direction du contrôle de gestion et de la gouvernance ;

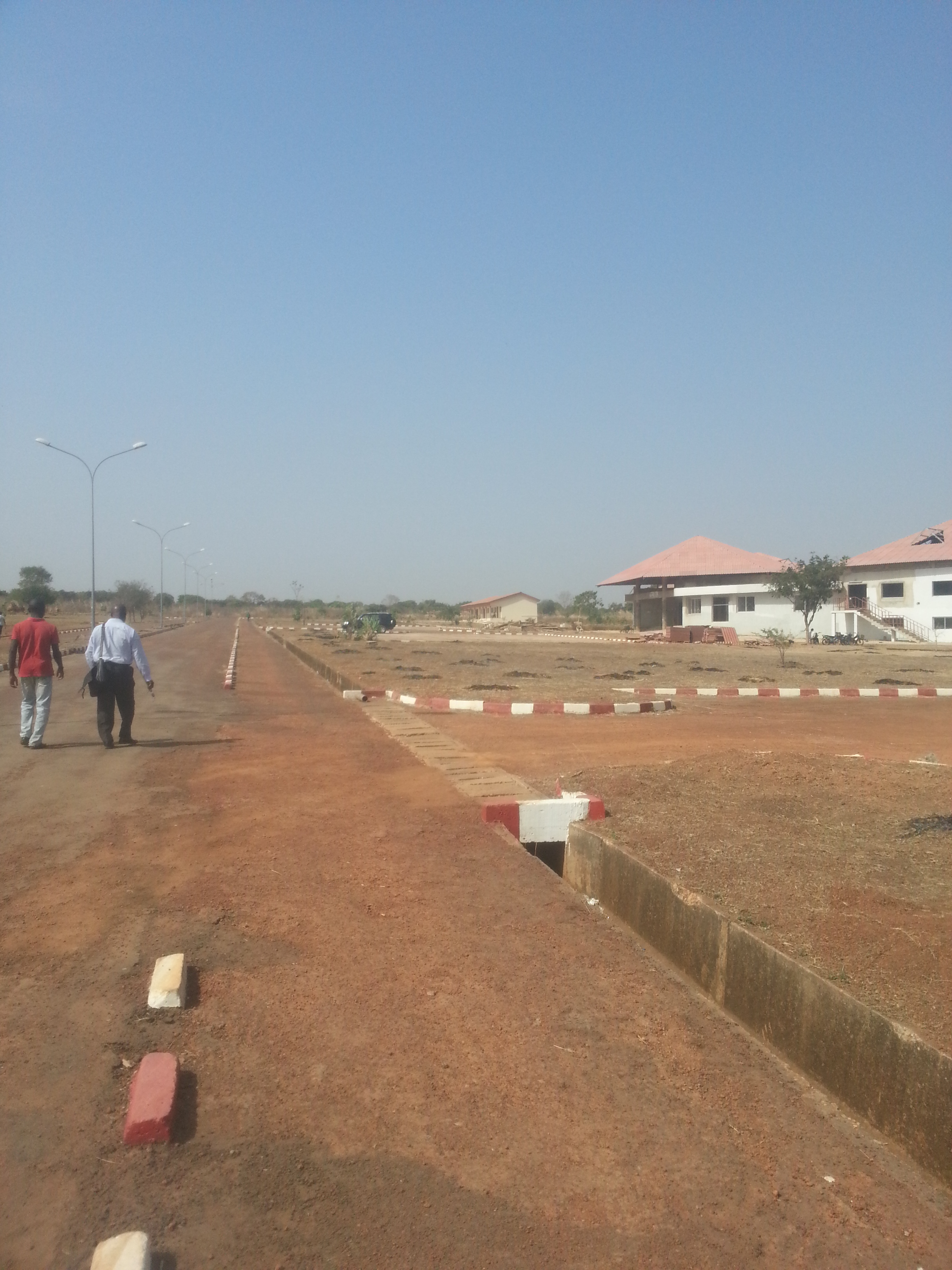
Bibliothèque de l'université Péléforo-Gon Coulibaly, à Korhogo.

- une direction des affaires financières et des moyens généraux (DAF-MG) ;
- une direction des ressources humaines ;
- une direction de la scolarité centrale ;
- un conseil d’université.

Cette université comporte une direction du centre régional des œuvres universitaires de Korhogo (en abrégé CROU-K).
Sur le plan académique, les structures de formation et de recherche de l’université Péléforo-Gon Coulibaly sont :
- les unités de formation et de recherche (UFR) ;
- les écoles ;
- les centres ou instituts de recherche.

Ces structures de formation et de recherche sont créées par décret. Elles sont gérées par des conseils comprenant des représentants des enseignants et des chercheurs, des personnels administratifs et techniques, des étudiants et des personnalités extérieures.

## Formations
L’université Péléforo-Gon Coulibaly comprend les UFR  :
1. Unité de formation et de recherche (UFR) des sciences biologiques : 
  - Département de géosciences
  - Département de biochimie-génétique
  - Département de biologie végétale
  - Département de biologie animale
  - Département mathématiques, physiques, chimie
2. UFR des sciences sociales est composée de six départements :
  - Département de géographie
  - Département d’histoire
  - Département de économie
  - Département de philosophie
  - Département sociologie
  - Département de droit
3. UFR des lettres et des arts quant à elle est composée de trois départements :
  - Département des sciences de l'information et de la communication
  - Département des lettres modernes
  - Département d'anglais
4. Institut de gestion agropastorale est composée comme suit :
  - Département d'agriculture
  - Département de zootechnie
  - Département d'économie et de gestion agropastorale

## Ressources
L'université comprenait, au 15 janvier 2013, 111 enseignants-chercheurs. Elle comptait également, dès l'année académique 2012-2013 à son ouverture, près de 1 800 étudiants affectés en licence 1 et 43 agents administratifs, techniques[réf. nécessaire]. L'université Péléforo-Gon Coulibaly était dirigée par le professeur Adama Coulibaly de 18 Septembre 2012 à mai 2023. L'actuelle présidente est Aoua Sougo Coulibaly. Son emblème est le « calao ».
L'université a plusieurs sites expérimentaux que sont : la ferme aquacole de Natiokobadara, la ferme agropastorale de Kiémou et le jardin botanique.

## Galerie

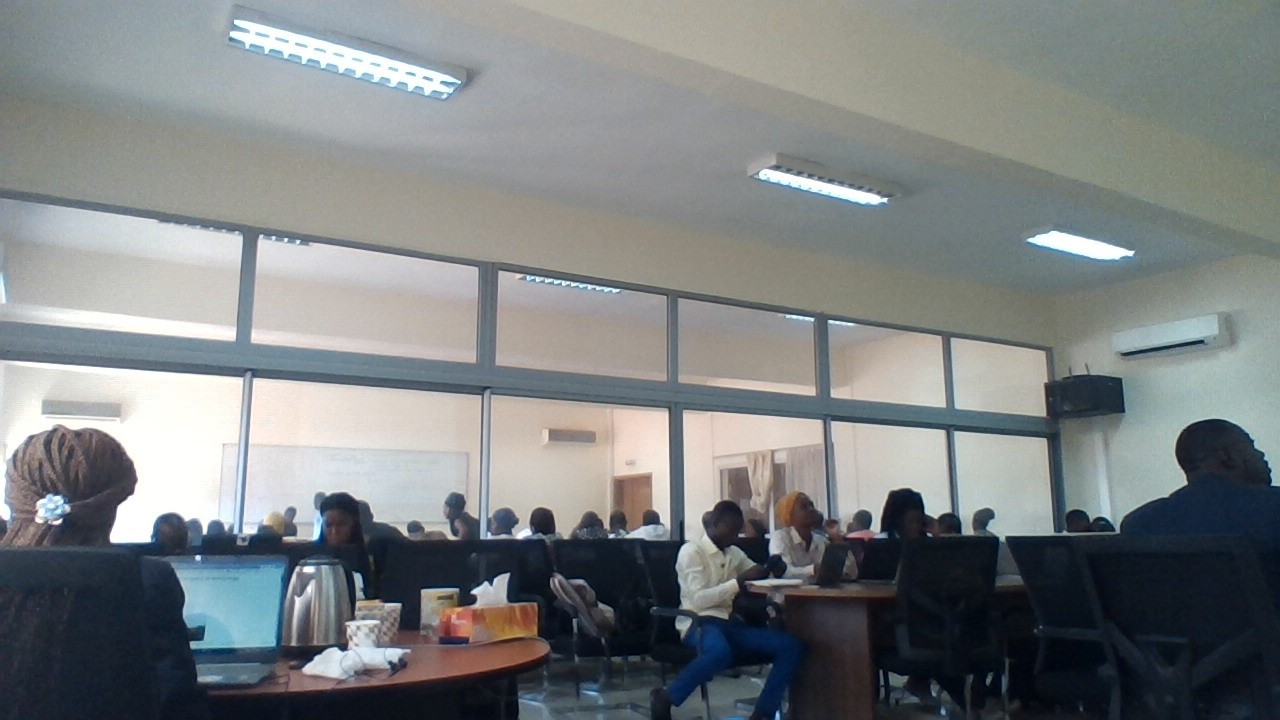
Salle AUF de l'UPGC.

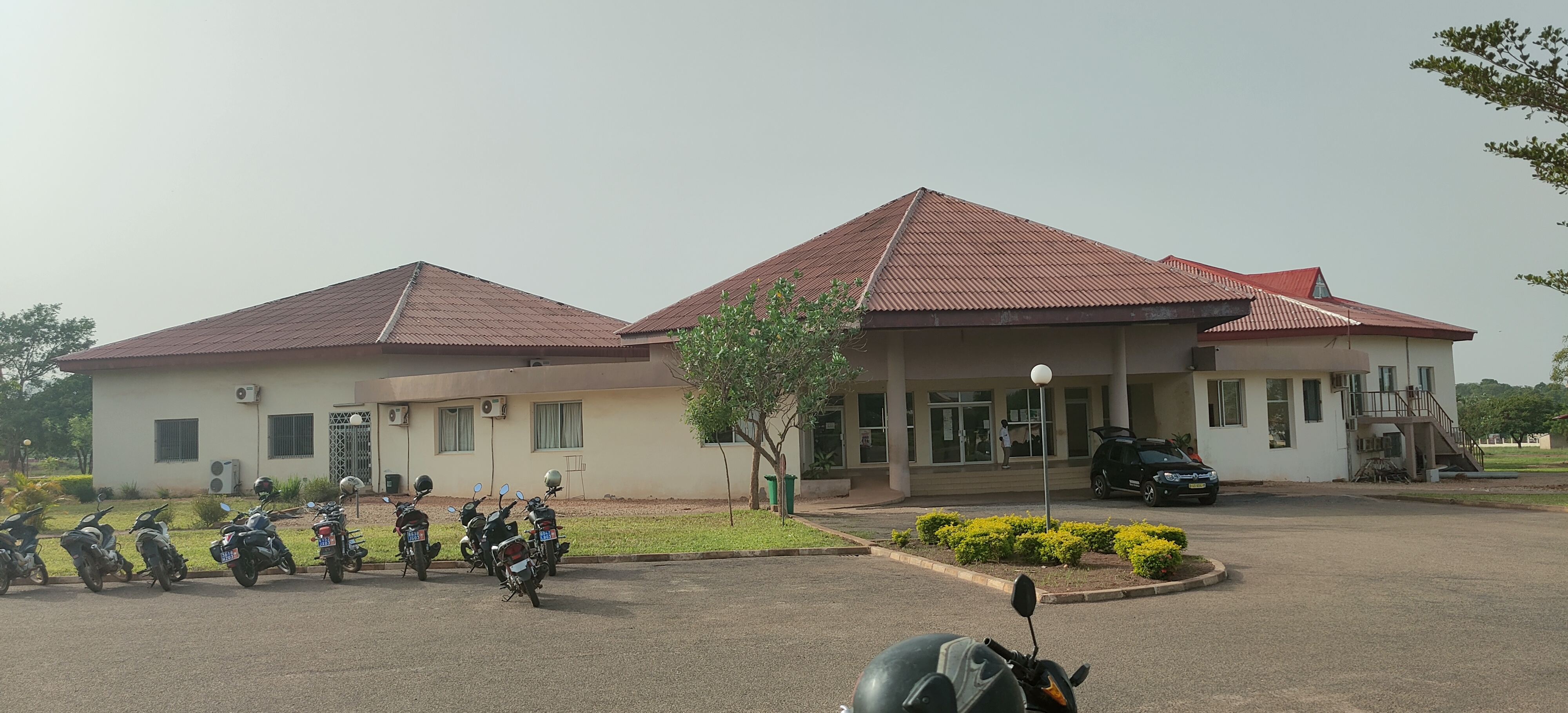
Bibliothèque de l'université Péléforo-Gon Coulibaly.